# 中村啓次郎
中村 啓次郎（なかむら けいじろう、1867年11月10日（慶応3年10月15日） - 1937年（昭和12年）5月22日）は、日本の政治家、弁護士、実業家。衆議院議員、衆議院議長。銀行家巽孝之丞の実弟。また、小泉信三の祖父小泉文庫はいとこにあたる。

## 経歴
紀伊国和歌山（現在の和歌山県和歌山市）に生まれる。英吉利法律学校を卒業。日清戦争において陸軍省雇員として大本営付となる。さらに占領地総督府民政部庶務課長兼司法課長に就任。1895年、遼東半島の還付後に台湾へ移り、弁護士を開業。台湾弁護士会会長、北港製糖・台湾瓦斯の各監査役、北海鉱業社長などを歴任し、『日刊台湾民報』を発刊した。
1908年5月の第10回衆議院議員総選挙において、和歌山県郡部区の立憲政友会候補として出馬し初当選。次の第11回総選挙で再選されたが、第12回総選挙は次点で落選。1917年4月の第13回総選挙はトップで返り咲くも、第14回総選挙は選挙区割りの変更で和歌山第4区から出馬し落選。1924年5月の第15回総選挙で選挙区を和歌山第1区に移して政友本党から出馬し当選。 第16回総選挙からは立憲民政党から出馬し、次の 1930年2月、第17回総選挙まで当選を重ね、通算6回の当選を果たした。1932年2月の第18回総選挙で落選し、1936年に引退した。
所属政党では、政友本党総務、立憲民政党総務、同顧問などを務めた。また、1930年12月、濱口内閣の逓信政務次官に就任した。1931年12月、第29代衆議院議長に選出され、翌年1月まで在任した。
1928年8月に日本政府が署名した不戦条約について、その第1条が「人民ノ名ニ於テ厳粛ニ宣言」するとされていることから、枢密院や右派から大日本帝国憲法の天皇大権に違反するとする批判を生じた際、その収拾に尽力した。
晩年は脳溢血を病み、1936年に政界引退を表明したが、翌年5月22日に麻布桜田町の自宅で死去。墓所は多磨霊園。

## 著書
- 『警鐘は鳴る』政治経済通信社、1925年。